# Hannopil (Schepetiwka)
Hannopil (ukrainisch Ганнопіль; russisch Аннополь Annopol, polnisch Annopol, jiddisch Anipoli) ist ein Dorf im Norden der ukrainischen Oblast Chmelnyzkyj mit etwa 800 Einwohnern.

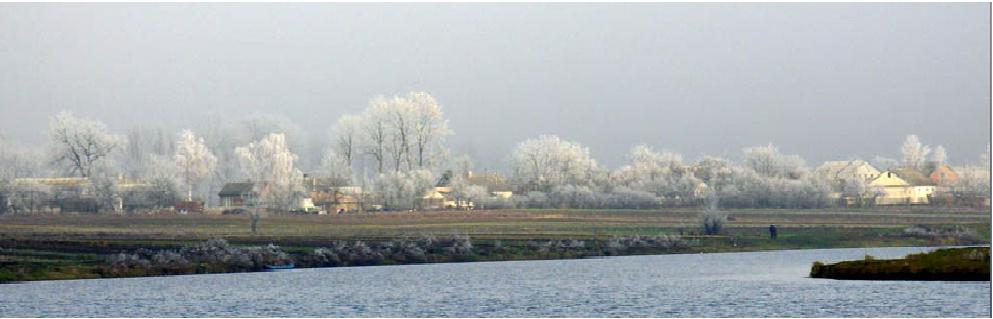
Blick auf den Ort

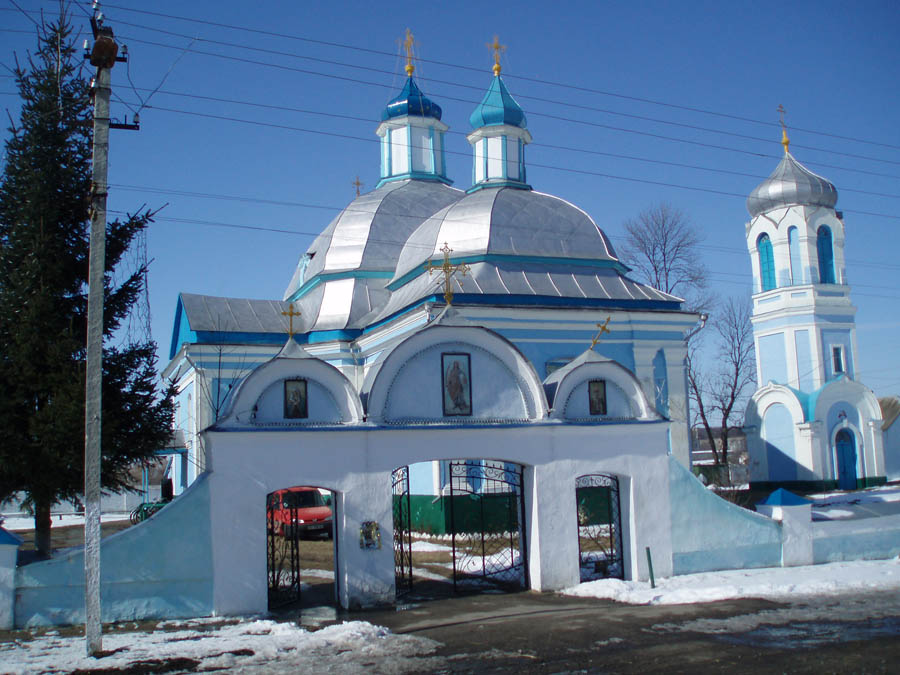
Kirche im Ort

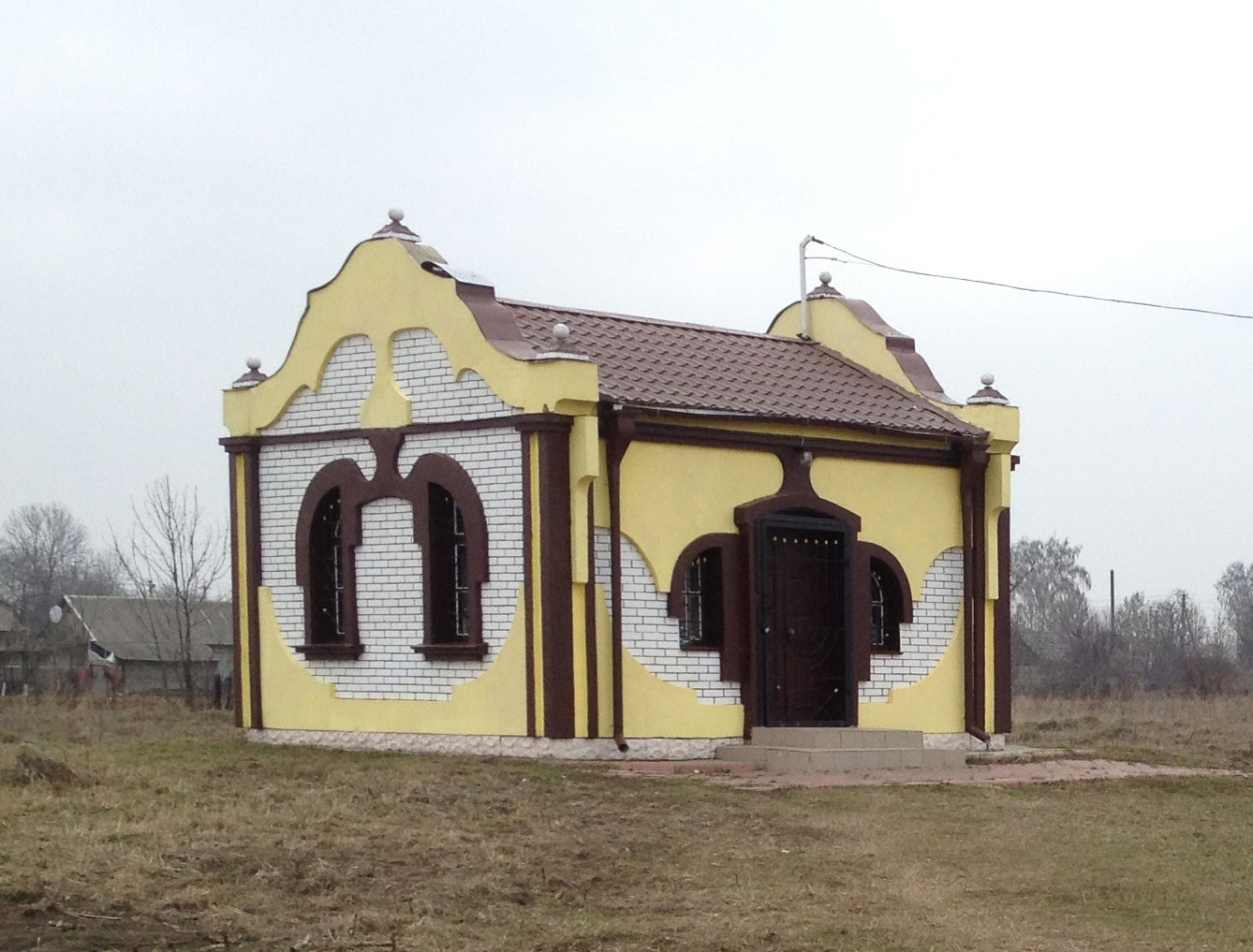
Das Mausoleum von Dow Bär von Mesritsch und Sussja von Hanipol.

## Geschichte
Das Dorf wurde 1602 zum ersten Mal schriftlich erwähnt und liegt am Nordufer des Flusses Scharycha (Жариха), 33 Kilometer nördlich der Rajonshauptstadt Schepetiwka und 115 Kilometer nördlich der Oblasthauptstadt Chmelnyzkyj, die ehemalige Rajonshauptstadt Slawuta liegt 18 Kilometer südlich des Ortes.
Jüdische Siedler trafen im 17. Jahrhundert ein. Ab den 1770er Jahren war Hannopil ein Zentrum des Chassidismus; begraben sind dort Dow Bär von Mesritsch (gest. 1772) und dessen Schüler Sussja von Hanipol (gest. 1800), der Bruder von Elimelech von Lyschansk. Gegen Ende des 19. Jahrhunderts lebten über 1.800 Juden in Hannopil; das entsprach 82 % der Gesamtbevölkerung. Nach dem 1. Weltkrieg und dem russischen Bürgerkrieg, in deren Rahmen es zu Pogromen kam, verringerte sich der jüdische Bevölkerungsanteil; 1926 gab es nur noch 1278 jüdische Einwohner (67,4 %). Im Rahmen des Holocausts im 2. Weltkrieg wurde die jüdische Bevölkerung zuerst von den Nazis in Gettos gezwungen und 1941–1942 ermordet.

## Verwaltungsgliederung
Am 13. August 2015 wurde das Dorf zum Zentrum der neugegründeten Landgemeinde Hannopil (Ганнопільська сільська громада/Hannopilska silska hromada). Zu dieser zählen auch die 15 in der untenstehenden Tabelle aufgelisteten Dörfer, bis dahin bildete es zusammen mit den Dörfern Chorostok, Dossin, Hlynnyky und Sosniwka die gleichnamige Landratsgemeinde Hannopil (Ганнопільська сільська рада/Hannopilska silska rada) im Nordwesten des Rajons Slawuta.
Am 17. Juli 2020 kam es im Zuge einer großen Rajonsreform zum Anschluss des Rajonsgebietes an den Rajon Schepetiwka.
Folgende Orte sind neben dem Hauptort Hannopil Teil der Gemeinde:
| Name                     | Name                   | Name                                                 |
| ukrainisch transkribiert | ukrainisch             | russisch                                             |
| ------------------------ | ---------------------- | ---------------------------------------------------- |
| Chonjakiw                | Хоняків                | Хоняков (Chonjakow)                                  |
| Chorostok                | Хоросток               | Хоросток                                             |
| Dossin                   | Досін                  | Досин                                                |
| Dowschky                 | Довжки                 | Должки (Dolschki)                                    |
| Hlynnyky                 | Глинники               | Глинники (Glinniki)                                  |
| Klepatschi               | Клепачі                | Клепачи (Klepatschi)                                 |
| Kylykyjiw                | Киликиїв               | Киликиев (Kilikijew)                                 |
| Malyj Sknyt              | Малий Скнит            | Малый Скнит (Maly Sknit)                             |
| Narajiwka                | Нараївка               | Нараевка (Narajewka)                                 |
| Ponora                   | Понора                 | Понора                                               |
| Prykordonna Ulaschaniwka | Прикордонна Улашанівка | Прикордонная Улашановка (Prikordonnaja Ulaschanowka) |
| Riwky                    | Рівки                  | Ровки (Rowki)                                        |
| Schaternyky              | Шатерники              | Шатерники (Schaterniki)                              |
| Sosniwka                 | Соснівка               | Сосновка (Sosnowka)                                  |
| Welykyj Sknyt            | Великий Скнит          | Великий Скнит (Weliki Sknit)                         |